# Paul Put
Paul Put (Merksem, Bélgica, 26 de mayo de 1956) es un entrenador de fútbol belga. Actualmente dirige a la selección de Uganda.

## Carrera
Put fue entrenador de Gambia del 2007 al 2011. Previamente dirigió a los clubes belgas Geel, Lokeren y Lierse, antes de ser suspendido por tres años por la Real Asociación de Fútbol Belga debido a su presunta participación en el arreglo de partidos junto al empresario Ye Zheyun.
En marzo del 2012 fue designado como entrenador de la selección de Burkina Faso, con la cual consigue la clasificación a la Copa Africana de Naciones de 2013 realizada en Sudáfrica, alcanzando por primera vez la final del torneo continental, en la cual terminó cayendo frente a Nigeria por 1-0. Sin embargo, no logró clasificar al equipo para la Mundial de Brasil 2014 tras perder en el repechaje frente a la Selección de fútbol de Argelia y cayó en la primera fase de la CAN 2015, por lo que dejó su cargo y fue reemplazado por Gernot Rohr.
Put se convirtió en entrenador de Jordania en junio de 2015. Tras una suspensión de dos semanas por parte de la Federación de Fútbol de Jordania el 20 de diciembre de 2015, Put renunció a su cargo como entrenador de la selección nacional de Jordania en enero de 2016.
El 30 de octubre de 2016 fue anunciado como entrenador del club argelino USM Alger, con un contrato de dos años. Se convirtió en el entrenador de la selección nacional de Kenia en noviembre de 2017, antes de renunciar en febrero de 2018.
Se convirtió en entrenador del club chino Xinjiang Tianshan Leopard más tarde, firmando un contrato de tres años. En marzo de 2018 fue nombrado entrenador de la selección nacional de Guinea. Fue despedido en julio de 2019 y recibió una sanción de por vida por parte de la Federación de Fútbol de Guinea en agosto de 2019.
El 1 de octubre de 2019, Put fue nombrado director deportivo de Wydad Casablanca. En octubre de 2020, fue designado por el club bangladés Saif SC como su nuevo entrenador. Renunció en febrero de 2021.
Se convirtió en entrenador de la Selección del Congo en mayo de 2021.En septiembre de 2023, dejó su cargo luego de no clasificar a la Copa Africana de Naciones 2023.
El 2 de octubre de 2023, fue confirmado como entrenador de la Selección de Uganda y firmó un contrato por dos años.

## Clubes como entrenador
| Club                      | País                | Año           |
| ------------------------- | ------------------- | ------------- |
| Tubantia Bongerhout       | Bélgica             | 1988-1994     |
| Sint-Niklase SKE          | Bélgica             | 1994-1996     |
| KFC Tielen                | Bélgica             | 1996-1998     |
| K.F.C. Verbroedering Geel | Bélgica             | 1999-2000     |
| KSV Ingelmunster          | Bélgica             | 2000-2001     |
| KSC Lokeren               | Bélgica             | 2001-2003     |
| Lierse SK                 | Bélgica             | 2004-2005     |
| Royal Excel Mouscron      | Bélgica             | 2006          |
| Selección de Gambia       | Gambia              | 2007-2011     |
| Selección de Burkina Faso | Burkina Faso        | 2012-2015     |
| Selección de Jordania     | Jordania            | 2015-2016     |
| USM Alger                 | Argelia             | 2016-2017     |
| Selección de Kenia        | Kenia               | 2017-2018     |
| Xinjiang Tianshan Leopard | China               | 2018          |
| Selección de Guinea       | Guinea              | 2018-2019     |
| Wydad Casablanca          | Marruecos           | 2019          |
| Saif SC                   | Bangladés           | 2020-2021     |
| Selección del Congo       | República del Congo | 2021-2023     |
| Selección de Uganda       | Uganda              | 2023-presente |